# Podłęże (powiat Chrzanowski)
Podłęże is een plaats in het Poolse district Chrzanowski, woiwodschap Klein-Polen. De plaats maakt deel uit van de gemeente Alwernia en telt 253 inwoners.